# Vella haitiensis
Vella haitiensis är en insektsart som beskrevs av Smith 1931. Vella haitiensis ingår i släktet Vella och familjen myrlejonsländor. Inga underarter finns listade i Catalogue of Life.